# Terra Samba ao Vivo e a Cores
Terra Samba ao Vivo e a Cores é um álbum ao vivo lançado pelo grupo musical de samba Terra Samba, gravado ao vivo no extinto Bar Nacional em Belo Horizonte. Foi certificado diamante duplo, pelas vendagens de mais de 2 milhões de cópias.

## Faixas
1. Liberar geral
2. Deus é brasileiro
3. Tá tirando onda
4. Treme terra
5. ABC do Terra
6. To fraco
7. Marcha ré
8. Pot-pourri do Terra: Desce pra mim / O bicho vai pegar / Pagode dom dom
9. Romântico lírico
10. O erê
11. Terra Samba faz bem
12. Hora da partida
13. Pensando em você
14. Carrinho de mão

## Certificações
| País          | Certificação | Data | Certificado de vendas |
| ------------- | ------------ | ---- | --------------------- |
| Brasil - ABPD | 2× Diamante  | 1999 | 2.000,000+            |